# Saint-Pois
Saint-Pois är en kommun i departementet Manche i regionen Normandie i norra Frankrike. Kommunen ligger i kantonen Saint-Pois som tillhör arrondissementet Avranches. År 2022 hade Saint-Pois 462 invånare.

## Befolkningsutveckling
Antalet invånare i kommunen Saint-Pois
| Referens: INSEE |